# Coverca
Coverca – wieś w Rumunii, w okręgu Suczawa, w gminie Panaci. W 2011 roku liczyła 770 mieszkańców. 